# Ferme Lamborelle
L'ancienne ferme Lamborelle appelée aussi ferme Didier est une maison classée située dans le village de Benonchamps faisant partie de la commune de Bastogne en Belgique (province de Luxembourg).

## Localisation
Ce bâtiment est situé au no 18 du village ardennais de Benonchamps situé à environ un kilomètre à vol d'oiseau de la frontière belgo-luxembourgeoise.

## Historique
Bien que la demeure soit datée de 1809 sur le linteau de la porte d'entrée, il est très probable qu'une partie des bâtiments ait été construite au cours du XVIIIe siècle. 

## Description
L'ensemble des bâtiments est construit en moellons de grès et de schiste enduits et blanchis. Situé au nord et à droite par rapport à la route, le corps de logis placé perpendiculairement à la chaussée compte deux travées et deux niveaux (un étage). Autour d'une cour intérieure pavée, on retrouve une aile d'étables et bergerie sous grange et fenils et une autre aile comprenant un fournil et une niche avec arc brisé abritant un oratoire situé à gauche du portail d'entrée en anse de panier. Une cour extérieure triangulaire pavée se situe entre la rue et le mur reliant les deux ailes externes. Les toitures sont recouvertes de cherbins, de grandes ardoises locales.

## Classement
Les façades et toitures de la ferme sont repris sur la liste du patrimoine immobilier classé de Bastogne depuis le 15 mars 1984.